# Krokomierz

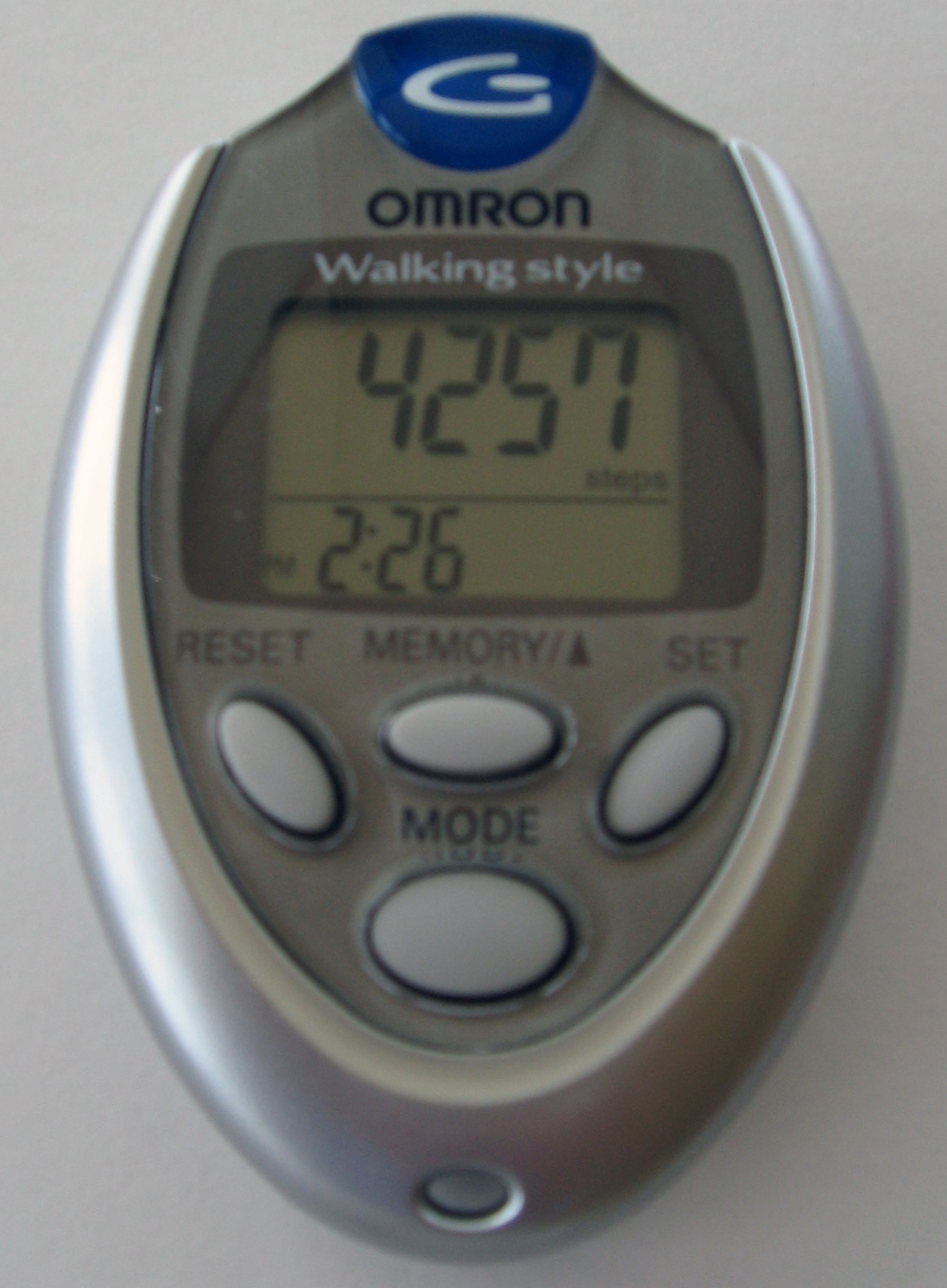
Krokomierz Omron HJ-112

Krokomierz, pedometr – urządzenie pomiarowe, zwykle przenośne i elektroniczne, służące do zliczania kroków zrobionych przez używającą go osobę i, dzięki temu, przebytej odległości. Jego działanie opiera się na wahadle, które wychwytuje ruchy biodra i przekazuje informacje o nich do modułów odpowiedzialnych za rejestrację, przeliczanie i wyświetlanie danych.
Krokomierz programowy wykożystujcy akcelerometr (czujnik ruchu) można uruchoić w komórce.
Krokomierz jest często noszony przy różnego rodzaju ćwiczeniach fizycznych, najczęściej bieganiu i chodzie. Mocuje się go na specjalnym pasie. Urządzenie to jest szczególnie przydatne dla osób potrzebujących silniejszej motywacji do ćwiczeń w celu redukcji nadwagi lub otyłości. 
Zdaniem części naukowców, w tym WHO, minimalna codzienna dawka ruchu dla osoby pracującej fizycznie powinna wynosić 10 tysięcy kroków (odpowiednik ośmiu kilometrów), a dla osoby pracującej umysłowo 15 tysięcy kroków. Minimalny ciągły czas aktywności fizycznej nie powinien być krótszy niż 60–90 minut.